# Natació sincronitzada als Jocs Olímpics d'Estiu de 2024 - Duet
La prova de Duet de Natació sincronitzada als Jocs Olímpics de París 2024 serà la 10a edició de l'esdeveniment en unes Olimpíades. La prova es disputarà entre el 9 i el 10 d'agost del 2024 al Centre aquàtic de París, situat al municipi francès de Saint-Denis.
La parella russa formada per Svetlana Romàixina i Svetlana Kolesnichenko són les vigents campiones de la disciplina olímpica després de guanyar la medalla d'or als Jocs Olímpics de Tòquio 2020. La medalla de plata fou la parella xinesa Huang Xuechen i Sun Wenyan i la medalla de bronze la va aconseguir el duet ucraïnes format per Marta Fiedina i Anastasiya Savchuk.
L'equip de Rússia és amb difèrencia, la selecció més guardonada, amb 6 medalles d'or, en les 9 edicions que l'esdeveniment ha estat present als Jocs Olímpics. Les parelles russes formades per Natalia Ishchenko amb Svetlana Romàixina i Anastassia Davídova amb Anastassia Iermakova, amb 2 medalles d'or cadascuna, són les esportistes més guardonades en tota la història de la competició.

## Format
La prova de duet consisteix a fer una coreografia en parelles de manera sincronitzada. La prova està formada per dues rutines, la tècnica i la lliure. Hi ha tres panells de jutges que puntuen la coreografia de l'1 al 10. En la rutina tècnica es puntua l'execució, la impressió i els elements. En la rutina lliure es puntua l'execució, la impressió artística i la dificultat. En la fase preliminar, els duets han d'executar sis elements obligatoris en una coreografia amb música lliure, d'un màxim de 2 minuts i 20 segons. Cada rutina compta el 50% de la puntuació final. Per aquesta edició olímpica s'han introduït alguns canvis en la forma de puntuació dels elements. Al final de les dues rutines, se sumen les puntuacions i les tres parelles que estiguin més amunt, guanyaran les medalles.

## Classificació
França, com a país amfitrió té assegurada una plaça en els Jocs Olímpics. Hi haurà 10 parelles (incloent l'amfitriona) que es classificaran mitjançant la prova per equips, és a dir que cada equip que es classifiqui, automàticament tindrà una parella a l'esdeveniment de duet. Les 5 places següents foren per les millors parelles dels 5 tornejos continentals. Les 3 últimes places es decidiran en el Campionat del Món aquàtic que es disputarà a Doha entre el 2 i el 10 de febrer de 2024. Cal tenir en compte que cada país només podrà tenir una parella a la prova.
| Esdeveniment              | Data                         | Places | País         | Atletes classificades |
| ------------------------- | ---------------------------- | ------ | ------------ | --------------------- |
| País amfitrió             | -                            | 1      | França       |                       |
| Classificació per equips  | -                            | 9      | Egipte       |                       |
| Classificació per equips  | -                            | 9      | Austràlia    |                       |
| Classificació per equips  | -                            | 9      | Xina         |                       |
| Classificació per equips  | -                            | 9      | Mèxic        |                       |
| Classificació per equips  | -                            | 9      |              |                       |
| Classificació per equips  | -                            | 9      |              |                       |
| Classificació per equips  | -                            | 9      |              |                       |
| Classificació per equips  | -                            | 9      |              |                       |
| Classificació per equips  | -                            | 9      |              |                       |
| Jocs Europeus             | 21 - 25 juny 2023            | 1      | Àustria      |                       |
| Classificació d'Àfrica    | 14 - 22 juliol 2023          | 1      | Sud-àfrica   |                       |
| Classificació d'Oceania   | 14 - 22 juliol 2023          | 1      | Nova Zelanda |                       |
| Jocs d'Àsia               | 6 - 8 octubre 2023           | 1      | Japó         |                       |
| Jocs Panamericans         | 31 octubre - 3 novembre 2023 | 1      | Estats Units |                       |
| Campionat del Món aquàtic | 2 - 10 febrer 2024           | 3      |              |                       |
| Campionat del Món aquàtic | 2 - 10 febrer 2024           | 3      |              |                       |
| Campionat del Món aquàtic | 2 - 10 febrer 2024           | 3      |              |                       |

## Medaller històric
| Posició | País         | Or | Argent | Bronze | Total |
| ------- | ------------ | -- | ------ | ------ | ----- |
| 1       | Rússia       | 6  | 0      | 0      | 6     |
| 2       | Estats Units | 2  | 1      | 1      | 4     |
| 3       | Canadà       | 1  | 2      | 0      | 3     |
| 4       | Japó         | 0  | 2      | 5      | 7     |
| 5       | Xina         | 0  | 2      | 1      | 3     |
| 6       | Espanya      | 0  | 2      | 0      | 2     |
| 7       | Ucraïna      | 0  | 0      | 1      | 1     |
| 7       | França       | 0  | 0      | 1      | 1     |